# سیارک ۱۴۸۳
سیارک ۱۴۸۳ (به انگلیسی: 1483 Hakoila، نامگذاری:1938DJ1) هزار و چهارصد و هشتاد و سومین سیارک کشف شده‌است که در ۲۴ فوریه ۱۹۳۸ کشف شد.
قدر مطلق سیارک برابر ۱۱٫۵۰ است.